# Mozarabiska
Mozarabiska var ett romanskt språk som talades på den iberiska halvön under landets muslimska period fram till 1100-talet. Mozarabiskan är en tidig form av spanska med många arabiska lånord.
Språket utgjordes av ett antal närstående ibero-romanska dialekter som talades i det muslimska Spanien (al-Andalus) under de ibero-romanska språkens tidiga utveckling. Dessa olika dialekter utgjorde aldrig någon enhetlig standard. Till skillnad från andra romanska språk skrevs mozarabiskan med det arabiska alfabetet istället för det latinska alfabetet.
Mozarabiskan har dokumenterats i skrift i verserna, kharja, till de dikter som på arabiska kallas muwashshah, på hebreiska shir ezor. Eftersom de nedteckandes med det arabiska alfabetet (aljamiado) har man varit tvungen att rekonstruera vokalerna.
Mozarabiskan påverkade starkt portugisiskan, spanskan och katalanskan (i synnerhet valencianskan) då dessa språk bildades. I Spanien finns också många arabiska ortnamn även i trakter där muslimernas närvaro var mycket kort, vilket förklaras av mozarabernas migration till dessa områden.
Mozaraberna skrev ursprungligen med latinska tecken, men med tidens gång kom många av dem att även behärska arabiska, och språket började skrivas med arabiska alfabetet. Även hebreiska alfabetet användes, ffa. av andalusiska judar.
Mozaraberna själva kallade inte sitt språk för mozarabiska, utan latin. I själva verket var språket en sen variant av just latin, men med många arabiska lånord, och blev en föregångare till modern spanska, som även den innehåller många arabiska lånord.